# Maximilian Riemer
Johannes Maximilian „Max“ Theodor Riemer (* 13. Juli 1871 in Michaelsdorf; † 21. Januar 1946 in Zinnowitz) war ein deutscher Sanitätsoffizier und Mikrobiologe. An der Universität Rostock lehrte er Hygiene.

## Leben
Riemer war Sohn des Superintendenten Theodor Riemer. Nach dem Abitur in Stolp begann er 1892 an der Eberhard Karls Universität Tübingen Medizin zu studieren.

### Preußen
Beförderungen
- 25. August 1898 Assistenzarzt II. Klasse
- 28. März 1901 Assistenzarzt I. Klasse
- 15. November 1904 Stabsarzt
- 22. März 1914 Oberstabsarzt
- 16. Juli 1920 Generaloberarzt[3]
- 1. November 1923 Generalarzt[4] (alter Dienstgrad war Oberstarzt)

Vom 17. Oktober 1892 bis zum 15. Februar 1897 war er Zögling der Kaiser-Wilhelms-Akademie für das militärärztliche Bildungswesen in Berlin. 1893 wurde er im Pépinière-Corps Suevo-Borussia recipiert. Am 20. November 1896 wurde er an der Friedrich-Wilhelms-Universität zu Berlin zum Dr. med. promoviert. Er war 1897/98 Unterarzt am Hygienischen Institut der Universität Breslau und erhielt zugleich eine praktische Ausbildung an der Charité. Assistenzarzt war er anschließend in Posen und an den Städtischen Krankenanstalten Potsdam. Dort ab 1901 Oberarzt, wechselte er 1902 an das Universitätsklinikum Rostock. Ab 1904 war er Stabsarzt in Rostock. 1905 wurde er Vorstand der hygienisch-chemischen Untersuchungsstelle in Koblenz. 1907 habilitierte er sich an der Universität Rostock für Mikrobiologie und Hygiene. Dort wurde er nach sechs Jahren als Privatdozent 1913 zum Titularprofessor ernannt. Ab 1909 war er einige Jahre als Stabsarzt beim Großherzoglich Mecklenburgischen Füsilier-Regiment „Kaiser Wilhelm“ Nr. 90. 1914 war er Oberstabsarzt beim Leib-Kürassier-Regiment „Großer Kurfürst“ (Schlesischen) Nr. 1 in Breslau.
1918 veröffentlichte Riemer ein Merkblatt für die Herstellung des gerade erst entwickelten Levinthal-Agars für die Heranzüchtung von Influenzabazillus durch Armeehygieniker. Diese Ausarbeitung war durch eine Endemie, welche Ende April 1918 in Flandern bei der Truppe ausbrach. Die Erkrankungen dort konnte er als Influenza nachweisen.

### Reichswehr
In der Reichswehr war er Generalarzt, u. a. Divisionsarzt bei der 2. Kavalleriedivision. Bis 1926 war er in der Reichswehr. Im Februar 1925 gab das Reichswehrministerium in Berlin eine Denkschrift über die Verwendung von Krankheitskeimen als Kampfmittel im Kriege als Geheime Kommandosache heraus, welche eine Stellungnahme von Riemer, eine zweite von Prof. Dr. Richard Otto, enthielt. Beide kamen zum Ergebnis, dass Bakterien als Kampfmittel geeignet seien. Riemer führte aus:
Wenn in dem feindlichen Lande in großem Umfange planmäßig Krankheitserreger ausgesät und damit zahlreiche Seuchenherde erzeugt werden [...] wäre es bei Verwendung geeigneter Krankheitskeime theoretisch sehr wohl denkbar, die Zahl und Ausbreitung von Seuchen so zu steigern, daß die gegnerische Kriegsführung des feindlichen Volkes schwer geschädigt wird.
Und:
...gerade bei der Verseuchung des feindlichen Heeres [...] [sei] die Gefahr des Übergreifens der Seuche auf die eigenen Truppen sehr groß. Man darf sich dieser Waffe nur bedienen, wenn vorher die erforderlichen Sicherungen (Schutzimpfungen usw. im eigenen Lager) getroffen sind.
Riemer formulierte drei Anforderungen an biologische Kampfmittel: Der Erfolg des Seuchenangriffes hinge von drei Bedingungen ab:
1. von der Infektiosität der verwendeten Krankheitserreger,
2. von der Möglichkeit ihrer massenhaften und gleichzeitigen Aussaat über den größten Teil des feindlichen Landes bzw. Heeres zur Erzeugung zahlreicher Seuchenherde und
3. von der Wirkung der feindlichen Abwehr.

Auch Otto wies auf einen Bumerangeffekt hin; denn die Übertragung auf die eigenen Truppen oder Bevölkerung könne nicht verhindert werden. Riemer führte weiter aus, dass mit einem Gegenangriff durch die gleichen Waffen zu rechnen sei.

### Wehrmacht
Später wurde er beim Heer (Wehrmacht) als Generalarzt z. V. beim Stellvertretenden Generalkommando XX. Armeekorps wiederverwendet.